# David Raksin
David Raksin (Filadélfia, 4 de agosto de 1912 — Los Angeles, 9 de agosto de 2004) foi um compositor norte-americano.